# Overslagpolder
De Overslagpolder is een polder ten noorden van Overslag, behorende tot de Canisvliet- en Moerspuipolders, in de Nederlandse provincie Zeeland. 
De polder werd, na de inundatie van 1586, bedijkt in 1612 en, na een overstroming, herdijkt in 1672, om vervolgens opnieuw te worden geïnundeerd, in verband met de inval van de Fransen.
In 1686 beklaagden de bewoners zich over het uitblijven van herdijking, aangezien ze al jarenlang zeer onnozel en miserabel woonden en zich met provisorische kades moesten beschermen tegen de wintervloeden. Vermoedelijk vond herdijking plaats van 1589.
De Overslagpolder is de meest zuidelijk gelegen polder in Nederland. Het Nederlandse deel van het dorp Overslag ligt in deze polder. Ook ligt er een wiel, Keizersput genaamd.